# Живкович, Любомир (философ)
Любомир Живкович (Љубомир Живковић, Ljubomir Živković; 28 августа 1900—1968) — югославский врач и философ.

## Биография
Родился 28 августа 1900 года. В начале 1920-х годов окончил медицинский факультет, однако его больше потянуло в философию и он устроился на работу в Белградский институт общественных наук, но при этом у него оставался интерес к медицинской деятельности и впоследствии он совмещал два направления. В 1930-х годах начиналась его научная деятельность, после того, как фашисты пришли к власти, он поменял направление своей деятельности, т.е первые работы в области социологии и философии были посвящены вопросам расизма. В послевоенные годы Любомир Живкович отошёл от вопросов расизма и перешёл к вопросам добра и человечности, т.е разрабатывал такие проблемы как происхождение, развитие человека, человеческого сознания и изучал вопросы теории отражения.
Скончался в 1968 году.